# WolfWolf
WolfWolf ist eine Zwei-Mann-Garage-Blues-Trash-Punk-Band aus der Schweiz.

## Geschichte
WolfWolf wurde 2010 im Gasthaus Grünenwald in Engelberg von Reto Eller und Marcel Frank gegründet, nachdem sich ihre vorherige Band „The Toenails“ aufgelöst hatte. Mit nur noch zwei Instrumenten entwickelten sie einen punkigen, bluesigen Garagen-Rock-Sound, der ohne Bass funktioniert.
Nach den ersten Konzerten in der Tschechischen Republik und der Schweiz folgten weitere Touren in Japan, Deutschland, Italien, Österreich und Spanien. Im Juni 2018 spielte WolfWolf am Azkena Rock Festival im baskischen Vitoria-Gasteiz.
Von 2020 bis 2022 tourten WolfWolf auch als WolfWolf & the Tuzemak Orchestra mit Mitgliedern vom Fishermanns Orchestra, Blind Butcher und Al-Berto & the Fried Bikinis.

## Diskografie
Alben
- 2014: Homo Homini Lupus (Lux Noise Records)
- 2017: The Cryptid Zoo (Lux Noise Records)
- 2020: Metamorphosis (Lux Noise Records)
- 2022: WolfWolf & the Tuzemak Orchestra (Lux Noise Records)

Singles
- 2012: The Wolves Are Coming (Lux Noise Records)
- 2016: Split 7" mit The Blind Butcher (Lux Noise Records)
- 2019: WolfWolf feat. Dieter Meier (Lux Noise Records)
- 2021: A Dark Night (Lux Noise Records)

## Videos
- 2010: The Wolves Are Coming
- 2011: People Dance
- 2012: Pet Sematary
- 2013: Where Is the Werewolf
- 2014: Meat
- 2016: Roswell 47
- 2017: Linzer Walzer
- 2017: The Blind Butcher
- 2019: Fat Fly
- 2020: Klaus
- 2020: I Was Wrong
- 2021: The Devil Knows
- 2022: Monster